# Broughton (Northamptonshire)
Pour les articles homonymes, voir Broughton.
Broughton est une paroisse civile et un village du Northamptonshire, en Angleterre.